# 용인대학교 감로탱화
감로탱화(甘露幀畵)는 대한민국 경기도 용인시 용인대학교에 있는 조선시대의 탱화이다. 1996년 4월 4일 대한민국의 보물 제1239호로 지정되었다.

## 개요
죽은 자가 지옥에서 벗어나 극락왕생할 것을 빌기 위해 만든 감로탱화인데, 탱화란 천이나 종이에 불화를 그려 족자나 액자형태로 만들어 걸 수 있게 한 불교그림을 말한다. 조선 중기 이후 우리나라에서 불교와 유교의 효가 결합된 형태로 많이 그려졌다.
이 감로탱화는 배경이 산수화풍이며 3단으로 구성되어 있다. 상단에는 부처가 있는 이상세계를 표현하였고, 중단에는 제사상과 굶어 죽어가는 시아귀에게 불교 의례를 하는 모습이 있다. 하단에는 지옥, 아귀 등 윤회세계를 나타내고 있다.
그림의 상단 중심부에는 석가, 비로자나불, 노사나불의 삼신불과 칠불이 배치되어 있다. 일반적인 감로탱화에서는 삼신불을 생략하는 편이지만 이 탱화에서는 화엄사상의 영향으로 삼신불이 나타난다. 중단 중심부에는 제사상과 의례를 지내는 승려가 있고 그 아래 시아귀의 모습이 표현되어 있으며 제사상 위에는 번개와 금줄로 신성한 구역을 구분하였다. 의례를 지내는 승려 옷의 색이나 북, 방울 등의 표현에서 당시 의례에 대한 자료를 파악할 수 있다.
숙종 7년(1681)에 제작된 이 감로탱화는 국립중앙박물관 소장 감로탱화(1649)에 이어 두번째로 오래된 작품이며, 산수화적 배경 묘사는 조선시대 불화의 특징으로 조선 중기, 후기 감로탱화 연구에 중요한 자료이다.

## 참고 자료
- 용인대학교 감로탱화 - 국가유산청 국가유산포털